# Ghatikinakere, Tiptur
Ghatikinakere là một làng thuộc tehsil Tiptur, huyện Tumkur, bang Karnataka, Ấn Độ.